# Czarna Woda (dopływ Dunajca)
Czarna Woda – potok, lewy dopływ Dunajca o długości 9,64 km.
Źródła potoku znajdują się na południowych stokach Modyni, najwyżej położone z nich na wysokości około 730 m. Największym dopływem jest Zakiczański Potok spływający doliną między dwoma południowo-wschodnimi grzbietami Modyni. Czarna Woda zbiera wody ze znacznej części masywu Modyni i jej grzbietów. Jej zlewnia znajduje się w obrębie miejscowości Zbludza, Wola Piskulina, Wola Kosnowa, Zagorzyn, Kicznia i Łącko w województwie małopolskim. Spływa w kierunku południowo-wschodnim, od miejsca ujścia Zakiczańskiego Potoku zmienia kierunek na bardziej południowy i w Łącku uchodzi do Dunajca na wysokości ok. 352 m.
Całkowita powierzchnia zlewni Czarnej Wody wynosi 29,3 km², a średni roczny opad roczny 697 mm.